# Sulcis (ciudad)

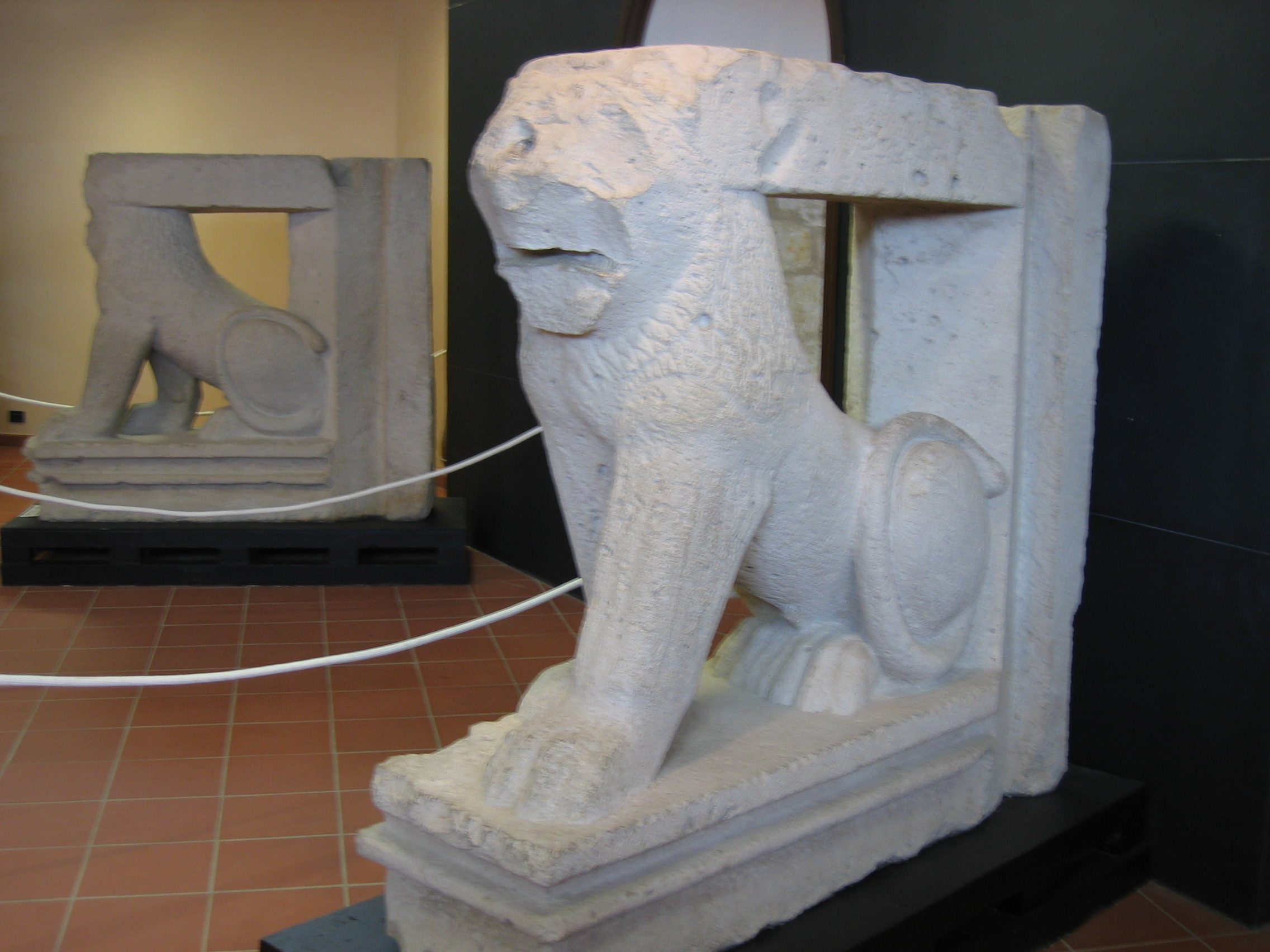
Estatua de león en toba volcánica de la puerta norte de la ciudad de Sulcis. Encontrado en 1983.

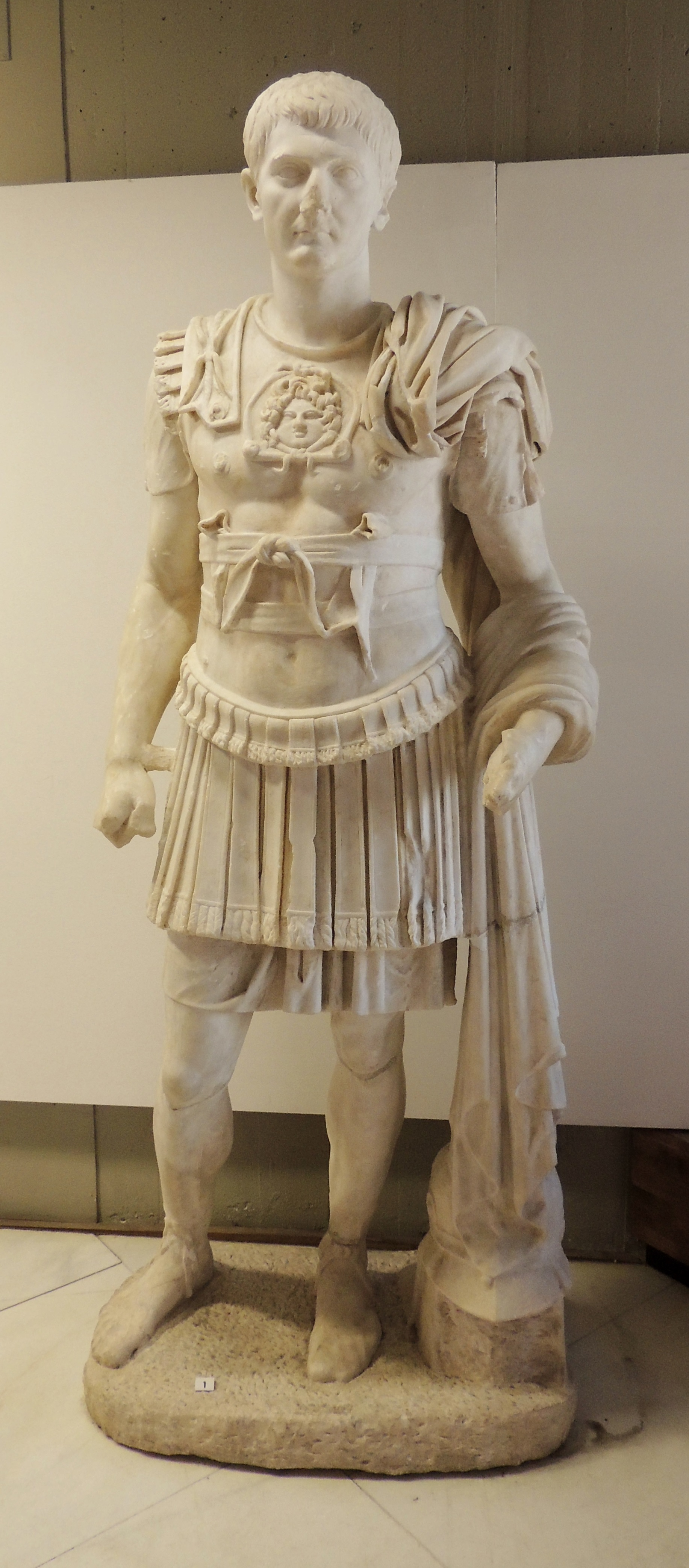
Estatua de Druso el Joven procedente de Sulcis, Museo archeologico nazionale di Cagliari.

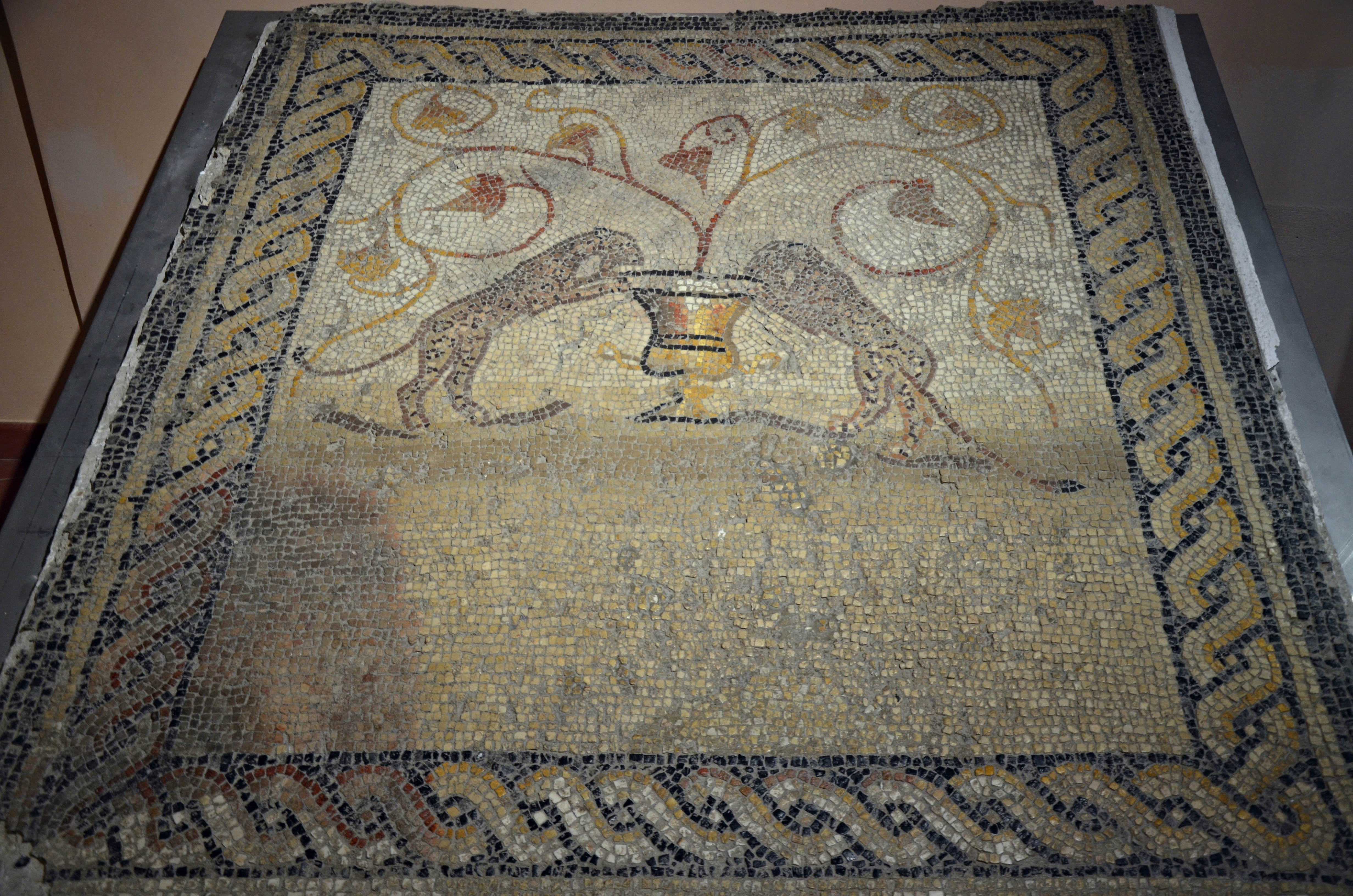
Mosaico romano de Sulcis con crátera de la que sale una vid y dos panteras bebiendo, representación típica del culto a Baco.

Sulcis, Sulci, Sulky o Sulki (en griego Σολκοί, en Esteban de Bizancio, Ptolomeo (Ptol.); Σοῦλχοι, en Estrabón (Strab.) o Σύλκοι, en Pausanias (Paus.)), fue una de las ciudades más importantes de la antigua Cerdeña. Situada en su extremo suroeste, en una pequeña isla, ahora llamada Isola di Sant'Antioco, que, sin embargo, está unida a la isla de Cerdeña por un estrecho istmo o lengua de arena. Al sur de este istmo, entre la isla y la tierra firme, se encuentra una extensa bahía, ahora llamada Golfo di Palmas, que en la antigüedad se conocía como Sulcitanus Portus (Ptol.).

## Orígenes
La fundación de Sulcis (en púnico: SLKY) es atribuida expresamente a los cartagineses (Paus. X. 17. § 9; Claudian, B. Gild. 518), y con ellos se convirtió en una de las más importantes ciudades de Cerdeña, y uno de los principales asentamientos para cimentar su poder en la isla. 
Sin embargo, como han comprobado los arqueólogos, la ciudad fue fundada por los tirios a finales del siglo IX a. C., siendo probablemente la mayoría de sus habitantes sardos nativos, permaneciendo independiente hasta que Cartago la conquistó a finales del siglo VI a. C. Su nombre fue mencionado por primera vez en la historia durante la primera guerra púnica, cuando el general cartaginés Aníbal Giscón, después de haber sido derrotado en una batalla marítima (la Batalla de Sulcis, en 258 a. C.) por Cayo Sulpicio Patérculo, se refugió en Sulcis, pero fue asesinado en un tumulto por sus propios soldados.
Los fenicios construyeron la ciudad, sobre todo como punto de apoyo para penetrar y controlar en la zona minera más importante de Cerdeña, la hoy denominada Carbonia y la consecución de terrenos para su explotación agrícola. También se ha hallado un tofet característico de los fenicios en un terreno muy difícil, en un espolón rocoso, que puede competir con otros tofets de Cerdeña como los de Nora, Bithia, Monte Sirai y Tharros.

## Guerra civil de César
No se ha encontrado ninguna otra mención de su nombre hasta la guerra civil entre Pompeyo y César. Los ciudadanos de Sulcis recibieron en su puerto a la flota de Nasidio, el almirante de Pompeyo, proporcionándole suministros. Por esta causa, fueron severamente castigados por César, a su regreso de África en el 46 a. C. César impuso a la ciudad una contribución de 100.000 sestercios, además de aumentarla considerablemente su tributo anual de grano (Hirt. B. Aft. 98). 
A pesar de esta imposición, Sulcis parece haber continuado bajo el Imperio Romano como una de las ciudades más florecientes de la isla. Estrabón y Mela (Mel.) la mencionan como si fuera la segunda ciudad de Cerdeña; y su rango municipal está atestiguado por inscripciones, así como por Plinio. (Strab. Vp 225; Mel. Ii. 7. § 19; Plin. Iii. 7. s. 13; Ptol. Iii. 3. § 3; Inset. Ap De la Marmora, vol. ii. pp. 479, 482).
Los Itinerarios de Antonino indican una calzada que procede de Tibula (en el extremo norte de Cerdeña), que llega directamente a Sulcis, una prueba suficiente de la importancia de este último lugar. (Itin. Ant. pp. 83, 84.) 
También fue una de las cuatro principales sedes episcopales en las que se dividió Cerdeña, y parece haber continuado habitada durante gran parte de la Edad Media, hasta que fue abandonada antes del siglo XIII.

## En la actualidad
Los restos de la antigua ciudad pueden verse claramente al norte de la moderna ciudad de Sant'Antioco, en la isla (ahora península) del mismo nombre. Las obras de arte que se han encontrado allí testimonian su  floreciente pasado bajo los romanos. (De la Marmora, vol. ii. P. 357; Smyth's Sardinia, p. 317). 
El nombre de Sulcis se da en la actualidad a la zona de la isla principal, inmediatamente opuesto a Sant'Antioco, formando parte de la región histórico-geográfica de Sulcis-Iglesiente. Es una de las zonas más fértiles y mejor cultivadas de toda Cerdeña. Los sulcitani o solcitani de Ptolomeo (iii. 3. § 6) son evidentemente los habitantes de esta zona. 
Sin embargo, los Itinerarios mencionan otra ciudad o pueblo con el nombre de Sulci en la costa este de Cerdeña, que no debe confundirse con la más importante y famosa. (Itin. Ant. p. 80). Probablemente estaba situada en Girasole (De la Marmora, p. 443) o en Tortolì. [3]
The Itineraries mention a town or village of the name of Sulci on the E. coast of Sardinia, which must not be confounded with the more celebrated city of the name. (Itin. Ant. p. 80.) It was probably situated at Girasole (De la Marmora, p. 443) or Tortolì.